# Geno e la runa bianca del girifalco d'oro
Geno e la runa bianca del girifalco d'oro è un romanzo fantasy per ragazzi del 2007 della scrittrice italiana Moony Witcher, pseudonimo di Roberta Rizzo. È stato pubblicato nel 2007 dalla casa editrice Giunti Junior.

## Trama
Dopo aver superato il primo intercanto, Geno Hastor Venti è tornato nel suo paese, Campana di Sotto. La neve ricopre case e alberi, e tutto sembra portare il ragazzo molto lontano dalla sua avventura magipsichica. Quando giunge il momento di tornare all'Arx Mentis, Geno non sa quali prove lo aspettino e non può nemmeno minimamente immaginare che la ricerca dei suoi genitori lo porterà in piena Irlanda, a parlare con un druido. Ma... dove è finita Madame Crikken? Potrà aiutare ancora il giovane Hastor Venti nella sua pericolosa missione? Dopo Geno e il Sigillo Nero di Madame Crikken ecco la seconda meravigliosa avventura di Geno Hastor Venti, da leggere tutta d'un fiato!

## Edizioni
- Moony Witcher, Geno e la runa bianca del girifalco d'oro, Giunti, 2007.